# Falls of Moness
Falls of Moness är ett vattenfall i Storbritannien.   Det ligger i kommunen Perth and Kinross och riksdelen Skottland, i den norra delen av landet, 600 km norr om huvudstaden London. Falls of Moness ligger 391 meter över havet.
Terrängen runt Falls of Moness är lite kuperad. Runt Falls of Moness är det mycket glesbefolkat, med 5 invånare per kvadratkilometer. Närmaste större samhälle är Pitlochry, 13,6 km nordost om Falls of Moness. I omgivningarna runt Falls of Moness växer i huvudsak blandskog.